# لوبيزية
لُوْبِيْزِيَة أو لوبيزة (الاسم العلمي: Lopezia)، جنس نباتات من فصيلة الأخدرية، أنواعه 22 يقتصر وجودها على المكسيك.
الاسم العلمي للجنس مهدي إلى عالم النبات الإسباني لوبيز lopez من القرن التاسع عشر الذي اهتم بالنباتات الأمريكية.